# カルロ・ブガッティ
カルロ・ブガッティ（Carlo Bugatti、1855年12月6日  - 1940年3月31日）はイタリア生まれの家具デザイナ、家具製作者である。アール・ヌーヴォー様式の工芸家の一人である。有名なフランスの自動車メーカー、ブガッティの創業者エットーレ・ブガッティの父親である。

## 略歴
ミラノで生まれた。父親のジョヴァンニ・ルイージ・ブガッティ(Giovanni Luigi Bugatti)は彫刻家、建築家であった。妹のルイージャ・ピエリーナ・ブガッティ(Luigia ierina Bugatti: 1862-1936)は有名な画家のジョヴァンニ・セガンティーニと事実婚をする。カルロ・ブガッティは父親の勧めで1875年にミラノのブレラ美術アカデミーに入学し、その後パリ国立高等美術学校で学んだ。1880年に結婚し、3人の子供が生まれた 。イタリアに帰国し、ミラノの家具製造会社で働いた後、1888年に自らの工房を開いた.。
フランスでも、評価され、1900年のパリ万国博覧会の展覧会で銀メダルを受賞し、1902年にトリノで開かれた、「最初の現代装飾美術国際展覧会（Prima Esposizione Internazionale d'Arte Decorativa Moderna）」で、審査員賞を受賞した。
1904年からパリに住んだ後、1910年にフランス北部、オワーズ県のピエールフォン(Pierrefonds)で活動し、第一次世界大戦中にその町の町長を務めた。1916年に動物彫刻家であった息子のレンブラント・ブガッティ(1884-1916)の自殺や娘の死があり、1935年からは息子のエットーレ・ブガッティ(1881-1947)が自動車製造の工場を作ったバ＝ラン県のモルスアイムで暮らし、そこで亡くなった。

## 作品

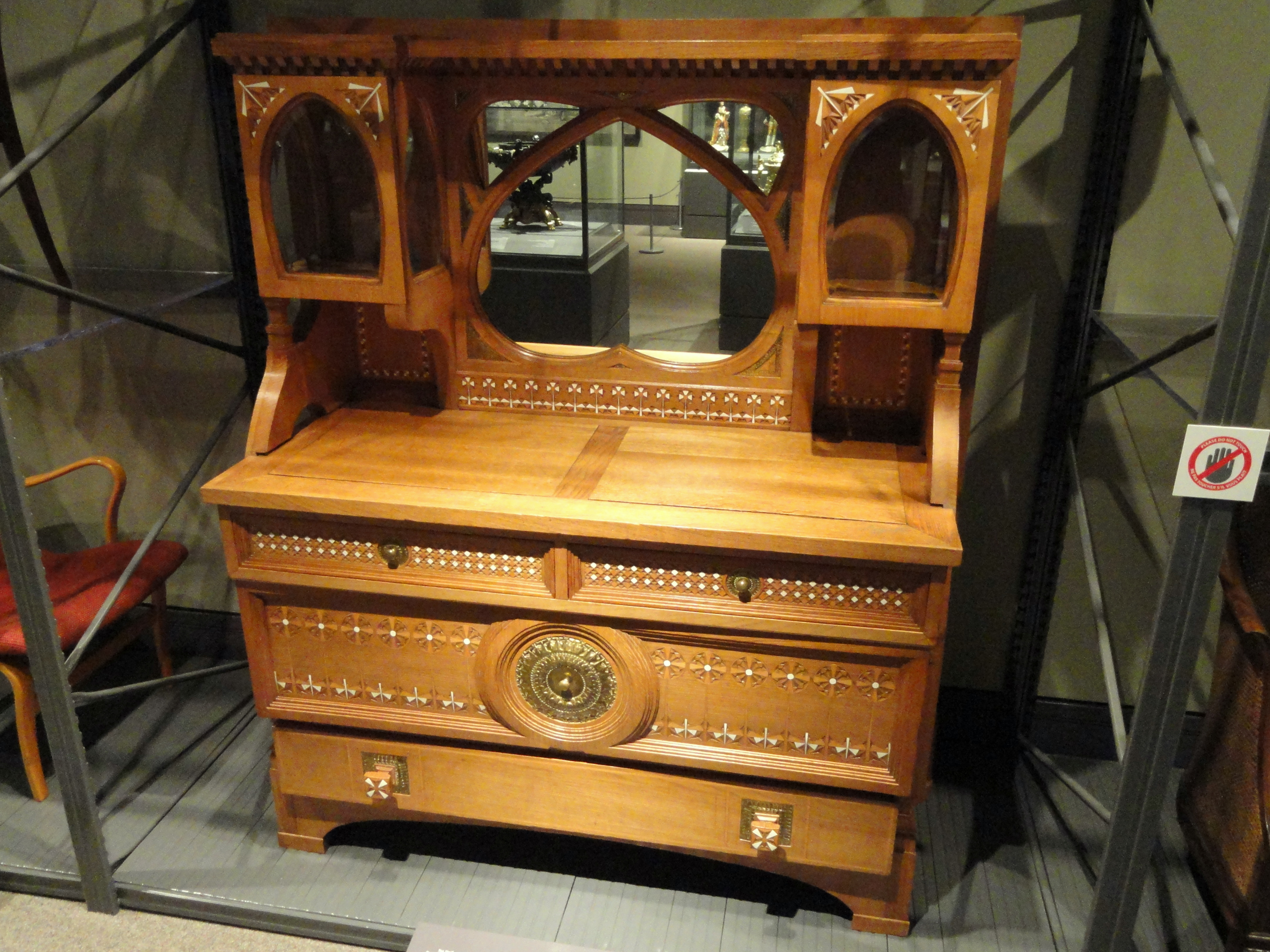
チェスト (c.1904)
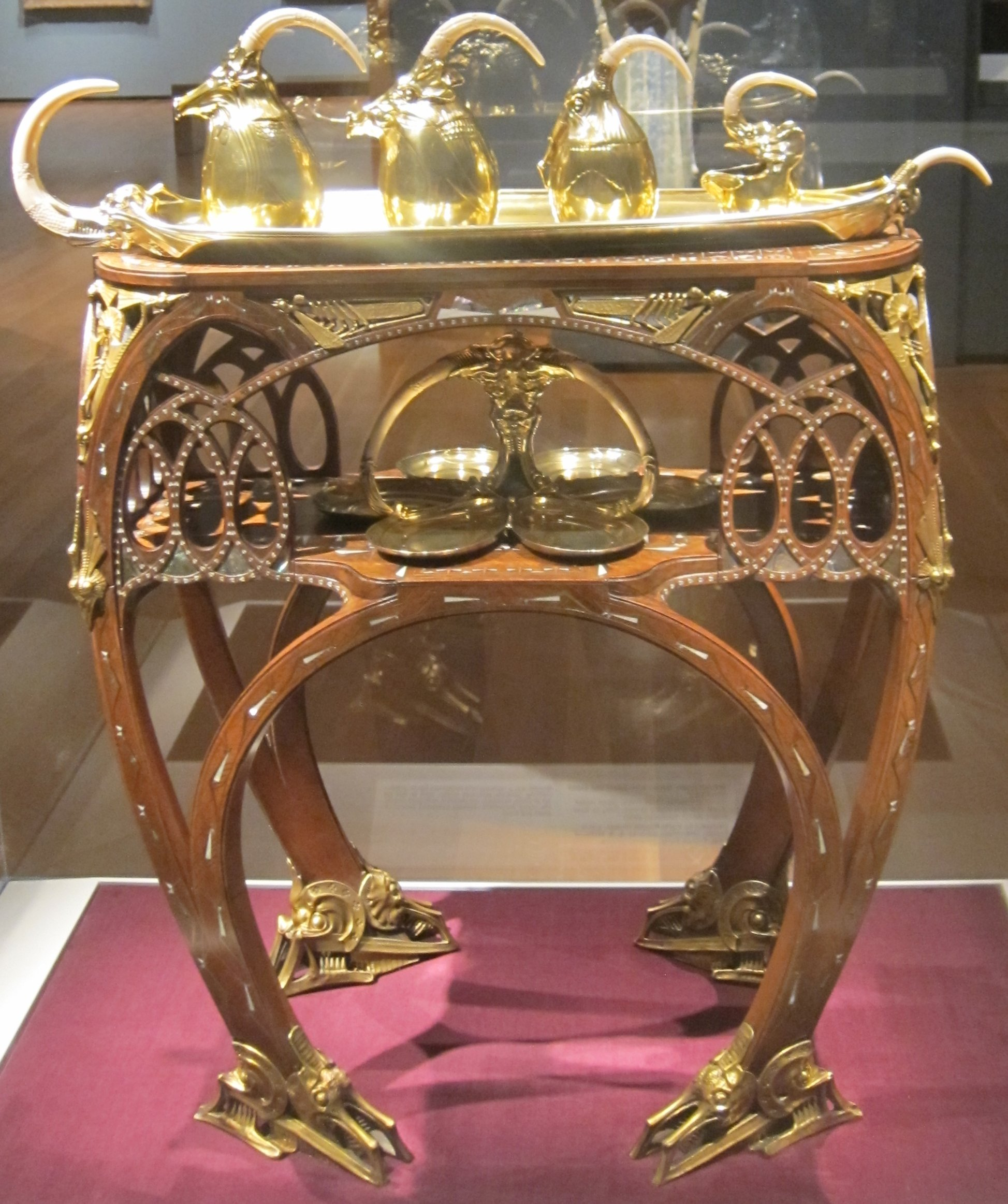
什器 (c.1907)
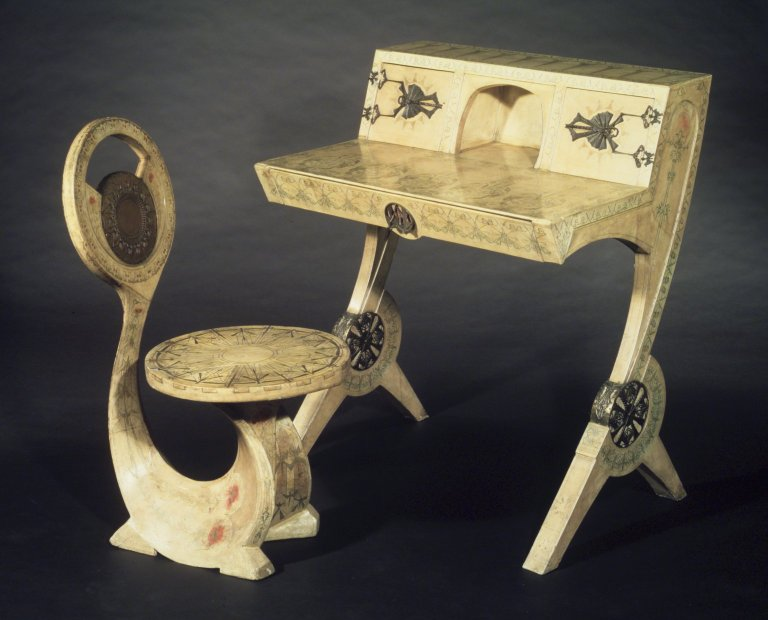
椅子と書き机 (1902)
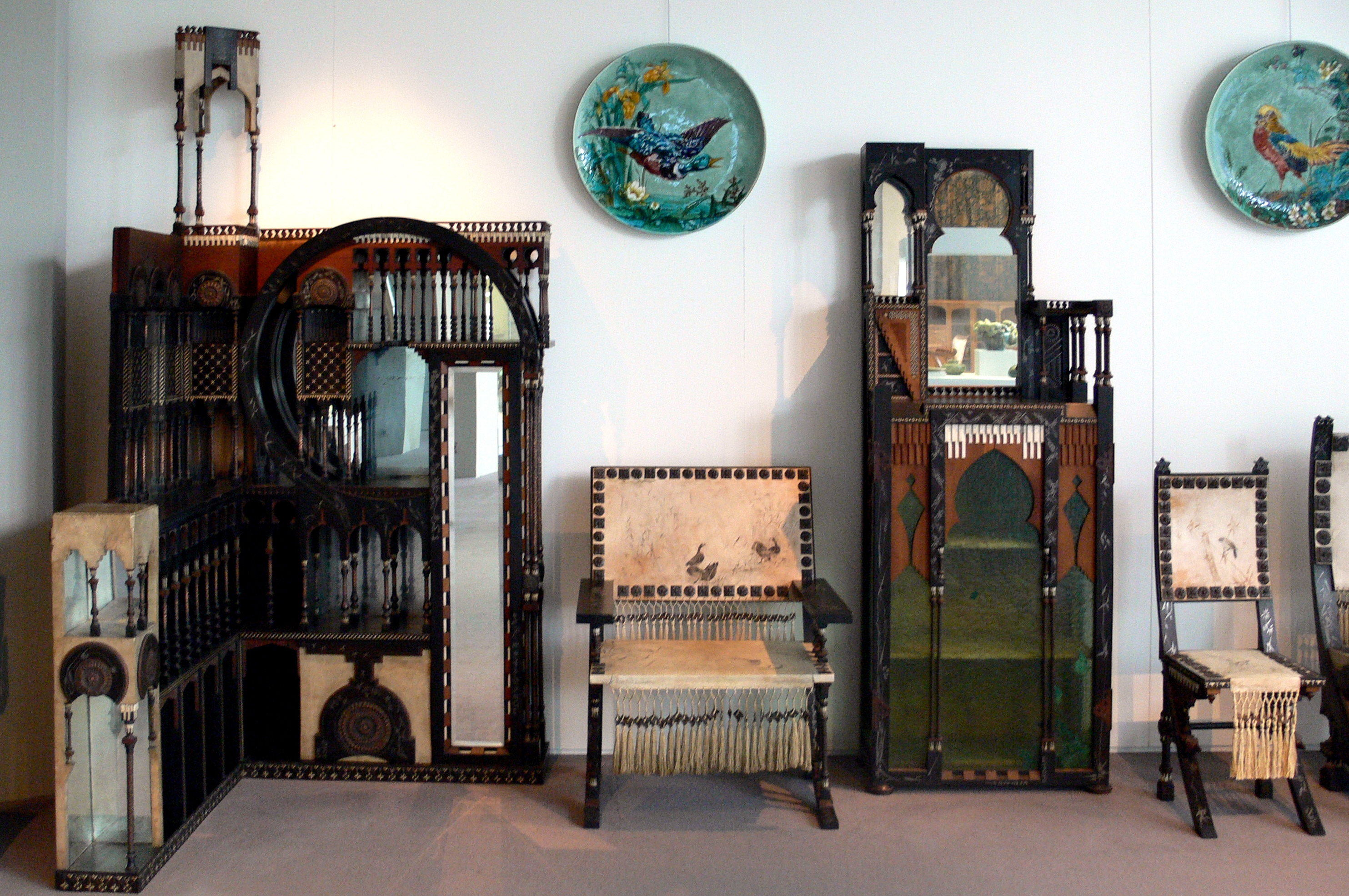
ベルリンのKunstgewerbemuseumの展示